# Tim Hetherington
Tim Hetherington (ur. 5 grudnia 1970 w Liverpoolu, zm. 20 kwietnia 2011 w Misracie w Libii) – brytyjski fotograf, reporter, reżyser i operator filmów dokumentalnych.
Kilkukrotny laureat nagrody World Press Photo: za reportaże w 1999, 2001 i 2007, oraz nagrody głównej w 2007. Na jego zdjęciach przeważa tematyka wojenna (Liberia, Afganistan) oraz afrykańska (Liberia, Nigeria, Sierra Leone).
Nominowany do Oscara za najlepszy pełnometrażowy film dokumentalny za nakręconą w Afganistanie Wojnę Restrepo (2010).